# Axel Viehweger
Axel Viehweger (* 27. November 1952 in Waldenburg (Sachsen)) ist ein ehemaliger deutscher Politiker (LPDP, ab 1990 FDP). Er war Minister für Bauwesen, Städtebau und Wohnungswirtschaft der DDR im Kabinett von Lothar de Maizière.

## Leben
Viehweger besuchte die Erweiterte Oberschule (EOS) und legte das Abitur ab. Er trat 1970 der LDPD bei. Er studierte von 1973 bis 1978 an der Technischen Universität Dresden Energietechnik und Kernphysik und war danach wissenschaftlicher Assistent am Institut für Energetik. In den Jahren 1984 bis 1985 war er wissenschaftlicher Mitarbeiter am Institut für Energetik in Dresden. Er promovierte 1985 zur Thematik „Ein Beitrag zur Ermittlung ‚günstiger‘ hydraulischer Betriebsregime für Heißwasser-Fernheiznetze bei Havariebedingungen oder planmäßigen Außerbetriebnahmen“ zum Dr.-Ing.

## Politik
Axel Viehweger trat 1975 der DDR-Blockpartei LDPD bei. Er war von 1979 bis 1985 Abgeordneter der Stadtbezirksversammlung Dresden-West und bis 1990 Stadtrat für Energie von Dresden. Von 1981 bis 1985 war er Vorsitzender des Stadtbezirksverbandes Dresden-West der LDPD und von 1986 bis 1990 Vorsitzender des Kreisverbandes Dresden-Stadt. Seit Februar 1990 war er Mitglied des Präsidiums des Bundes Freier Demokraten und später Mitglied der FDP. 
Von April bis September 1990 war Viehweger Minister für Bauwesen, Städtebau und Wohnungswesen im Kabinett von Lothar de Maizière. Er trat nach Bekanntwerden der Ergebnisse des Volkskammerprüfungsausschusses und der darin erhobenen Vorwürfe einer Zusammenarbeit mit dem Ministerium für Staatssicherheit unter dem Decknamen „Jens Grabowski“ sowie der enthaltenen Empfehlung zum sofortigen Rücktritt am 28. September 1990 von seinem Amt zurück, blieb jedoch Spitzenkandidat der FDP Sachsen für die Landtagswahl am 14. Oktober 1990.
Während der ersten Legislaturperiode war er ab 1990 Abgeordneter des Sächsischen Landtags, in den er über die Landesliste der FDP eingezogen war. Laut einem Bericht der Sächsischen Zeitung vom 13. November 1990 ließ Viehweger ab diesem Zeitpunkt sein Landtagsmandat „auf Bitten der FDP-Landtagsfraktion und nach einem Gespräch mit dem FDP-Bundesvorsitzenden Graf Lambsdorff“ ruhen, bis die Stasi-Vorwürfe gegen ihn geklärt wären. Am 4. November 1991 wurde Viehweger aus der Landtagsfraktion ausgeschlossen. Daraufhin trat er aus der FDP aus und gehörte dem Landtag für den Rest der Legislaturperiode bis 1994 als fraktionsloser Abgeordneter an.
Vom 1. Januar 2002 bis 31. Dezember 2019 war Viehweger Mitglied des Vorstandes des Verbandes Sächsischer Wohnungsgenossenschaften.
Am 11. Oktober 2022 wurde Viehweger zum Vorsitzenden des Verbandsrates der Volkssolidarität Dresden e.V. gewählt.